# Пегелево
Пе́гелево (фин. Pöyhölä, Näppilä) — деревня в Гатчинском муниципальном округе Ленинградской области.

## История
На «Топографической карте окрестностей Санкт-Петербурга» Военно-топографического депо Главного штаба 1817 года обозначена деревня Пегелево из 6 дворов, смежно с ней Киурлово из 1, а к северо-востоку другое Киурлово из 2 дворов.
На «Топографической карте окрестностей Санкт-Петербурга» Ф. Ф. Шуберта 1831 года упомянуты: деревня Большая Пегелева из 2 дворов (смежная с деревней Киурлова из 1 двора) и к северо-востоку от неё — деревня Пегелева (Киурлова) из 2 дворов.

ПЕГЕЛЕВО — деревня принадлежит Демидову, гвардии штабс-ротмистру, число жителей по ревизии: 16 м. п., 17 ж. п. 

МАЛОЕ ПЕГЕЛЕВО — деревня принадлежит Демидову, гвардии штабс-ротмистру, число жителей по ревизии: 18 м. п., 22 ж. п. (1838 год)

В пояснительном тексте к этнографической карте Санкт-Петербургской губернии П. И. Кёппена 1849 года записаны две смежные деревни: 
- Pöyhölä (Пегелева), количество жителей на 1848 год: эвремейсов — 14 м. п., 9 ж. п., всего 23 человека
- Näppilä (Малое Пегелево, Неппелева),  количество жителей на 1848 год: эвремейсов — 27 м. п., 29 ж. п., всего 56 человек[7]

ПЕГЕЛЕВО БОЛЬШОЕ — деревня генерал-майорши Демидовой, по почтовому тракту, число дворов — 5, число душ — 12 м. п. 

ПЕГЕЛЕВО МАЛОЕ — деревня генерал-майорши Демидовой, по почтовому тракту, число дворов — 10, число душ — 29 м. п. (1856 год)

Согласно «Топографической карте частей Санкт-Петербургской и Выборгской губерний» в 1860 году было две соседних деревни Пеггелево: одна называлась Малое Пеггелево (Демидовская), она насчитывала 10 крестьянских дворов, другая — Большое Пеггелево, несмотря на название состояла только из 6 дворов.

БОЛЬШОЕ ПЕГЕЛЕВО — деревня владельческая при колодце, число дворов — 4, число жителей: 12 м. п., 14 ж. п.

МАЛОЕ ПЕГЕЛЕВО (НЯППЕЛЕВО) — деревня владельческая при ключах, число дворов — 10, число жителей: 26 м. п., 19 ж. п. (1862 год)

В 1879 году деревня Большая Пегелева насчитывала 4 двора, а Малая Пегелева (Киурлова) Демидовская — 10.

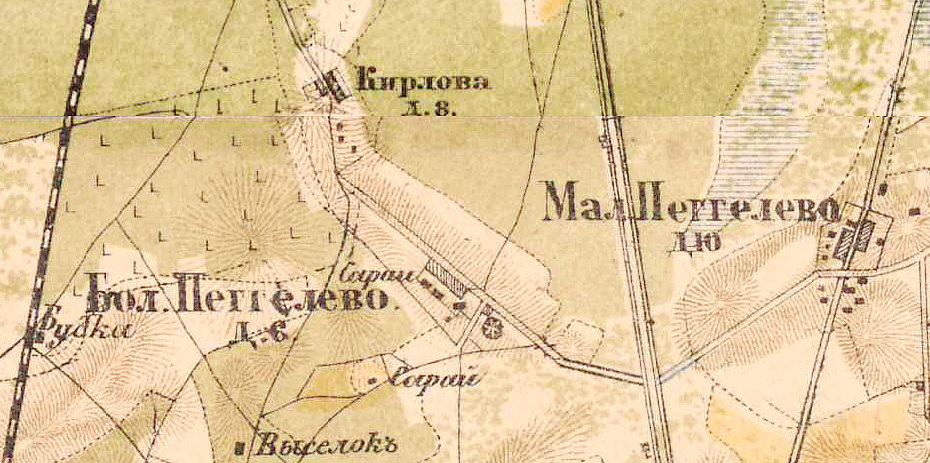
Деревни Большое и Малое Пеггелево на карте 1885 года

В 1885 году деревня Большое Пеггелево насчитывала 6 дворов, Малое — 10.
В конце XIX века деревня административно относилась к Староскворицкой волости 1-го стана Царскосельского уезда Санкт-Петербургской губернии, в начале XX века — 3-го стана. Население деревни было исключительно финским.
К 1913 году количество дворов в Большом Пегелеве увеличилось до 7, в Малом до 17.
С 1917 по 1922 год деревня Большое Пегелево и Малое Пегелево входили в состав Пендовского сельсовета Староскворцикой волости Детскосельского уезда.
С 1922 года в составе Таицкого сельсовета.
С 1923 года в составе Гатчинского уезда.
С 1924 года в составе Пудостьского сельсовета.
В 1927 году в составе Красносельской волости Гатчинского уезда, а затем в составе Гатчинского района.
Согласно данным переписи населения СССР 1926 года в деревне Пегелево Большое Пудостьского сельсовета Староскворицкой волости Троцкого уезда проживали 47 человек, в деревне Пегелево Малое — 122 человека, все финны, кроме нескольких русских семей.
В 1928 году население Пегелево составляло 169 человек.

1931 год
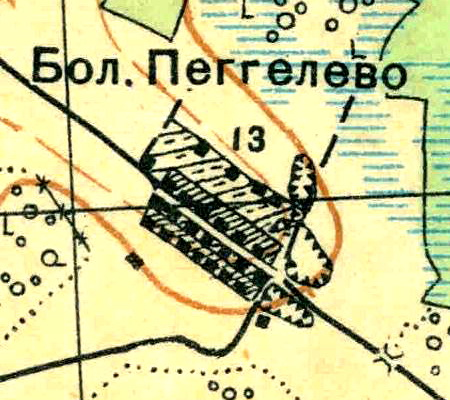
План деревни Большое Пегелево
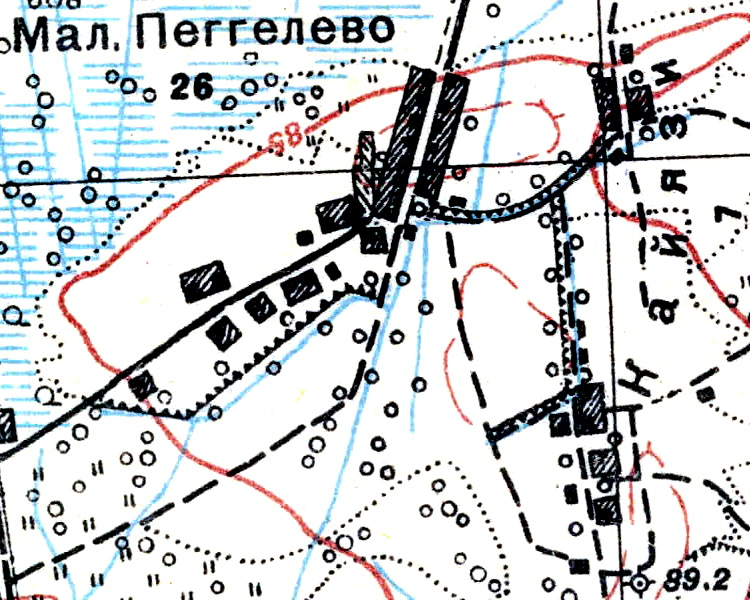
План деревни Малое Пегелево

Согласно топографической карте 1931 года деревня состояла из двух частей: Большое Пеггелево, насчитывавшее 13 дворов и Малое Пегелево — 28.
По данным 1933 года деревни Большое Пегелево и Малое Пегелево входили в состав Пудостьского финского национального сельсовета Красногвардейского района.
Деревни были освобождены от немецко-фашистских оккупантов 22 января 1944 года.
С 1959 года в составе Большетаицкого сельсовета. В 1959 году население деревни Пегелево составляло 126 человек.
По данным 1966 и 1973 годов деревня Пегелево также входила в состав Большетаицкого сельсовета.
По данным 1990 года деревня Пегелево входила в состав Веревского сельсовета.
В 1997 году в деревне проживали 70 человек, в 2002 году — также 70 человек (русские — 96%).
По состоянию на 1 января 2006 года в деревне насчитывалось 36 домохозяйств и 19 дач, общая численность населения составляла 73 человека.

## География
Деревня расположена в северной части района на автодороге 41К-218 (Малое Верево — Пудость).
Расстояние до административного центра поселения, деревни Малое Верево — 9 км.
Расстояние до ближайшей железнодорожной станции Пудость — 2,5 км.

## Демография
| 1862 | 2006 | 2007 | 2010 | 2017 |
| ---- | ---- | ---- | ---- | ---- |
| 26   | ↗73  | ↗78  | ↗86  | ↗119 |

### Национальный состав
Согласно данным Всероссийской переписи населения 2021 года в деревне проживали 135 человек, из них:
 русские — 131, киргизы — 1 человек, остальные национальность не указали.

## Улицы
Дачная, Объездная, Ольховый переулок, Садовый переулок, Торфяная, Центральная.